# Deborrea
Deborrea é um gênero de mariposa pertencente à família Acrolophidae.